# Mechiza

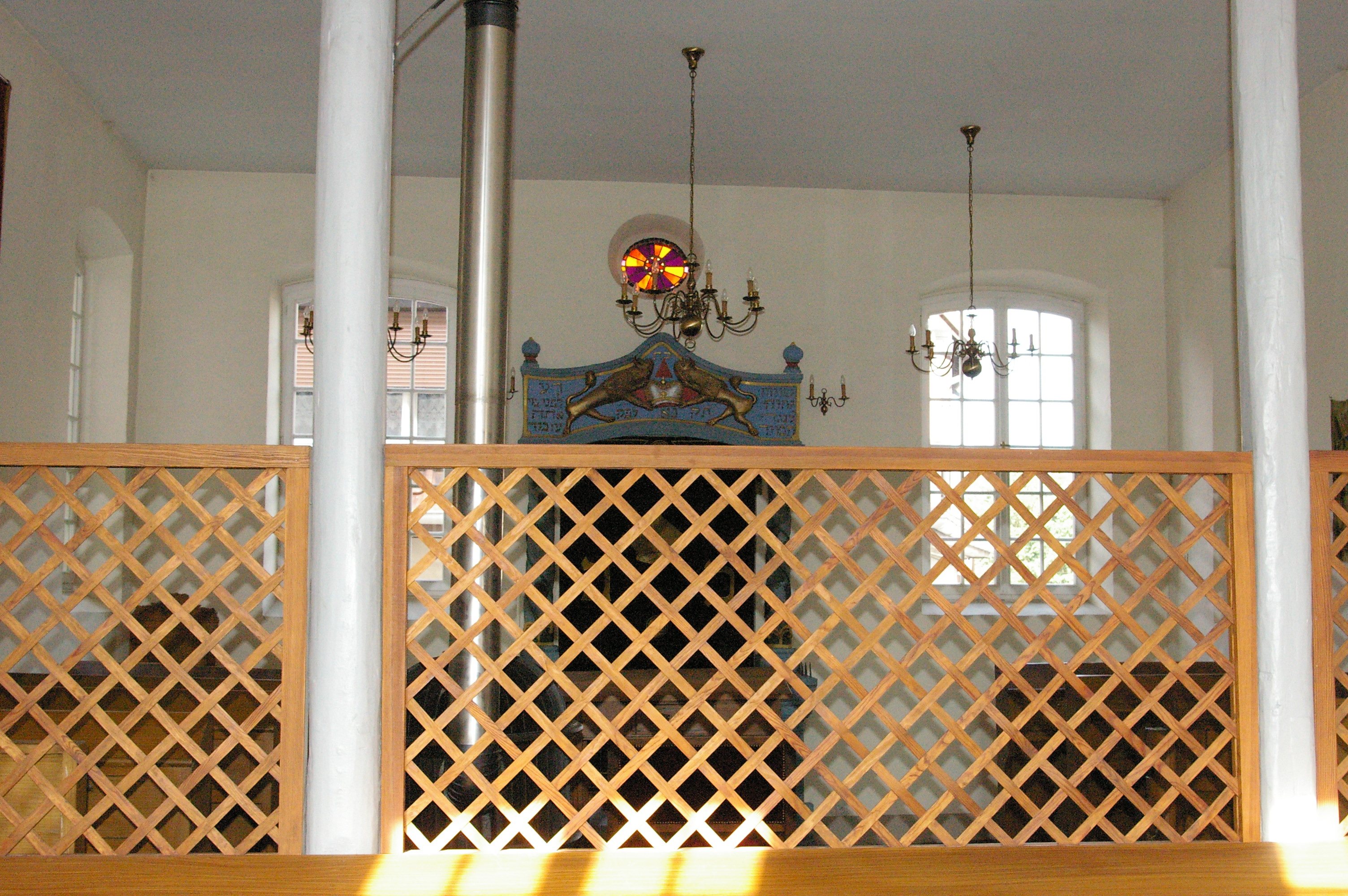
Mechiza der Synagoge Pfaffenhoffen

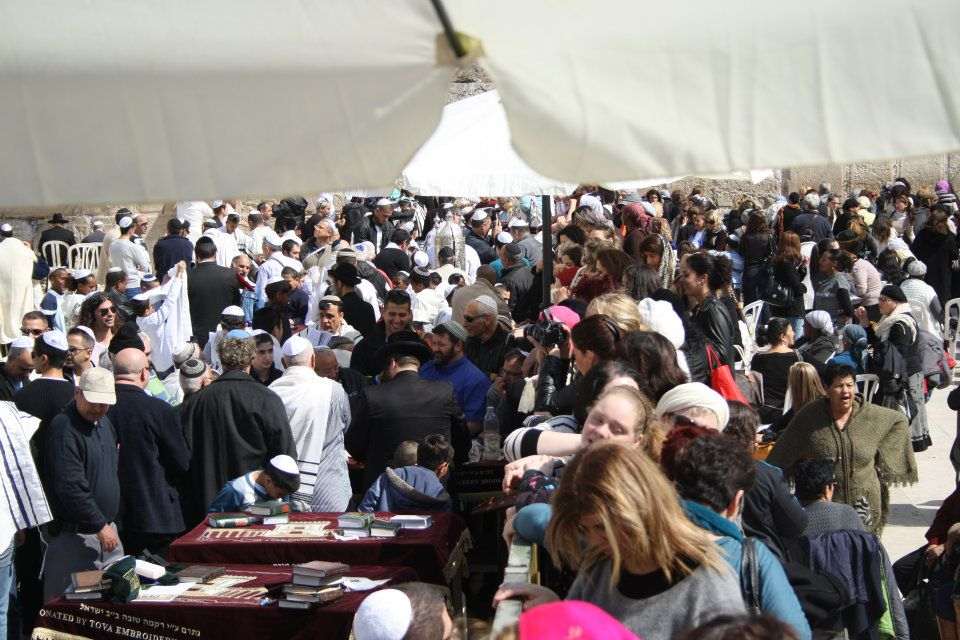
An der Westmauer in Jerusalem, 2012

Eine Mechiza (auch Mechitza; מחיצה; hebräisch „Trennung“) ist eine Vorrichtung (Wand, Mauer, Absperrung, Vorhang etc.) zur räumlichen Trennung der Geschlechter in einer Synagoge. Die Plaza vor der Westmauer (Kotel) in Jerusalem hat den Status einer Synagoge.
Sie soll – so die religiöse Begründung – Ablenkung und verminderter Konzentration vorbeugen und wird u. a. aus dem Traktat Sukka (51b, 52a) des babylonischen Talmuds hergeleitet.
In manchen Synagogen gibt es eine Frauenempore, die eine Mechiza überflüssig macht.
Unter den babylonischen Amoräern (nach 200) führte man eine Trennung zwischen den Sitzreihen der Männer und der Frauen ein, eine Frauengalerie war – zumindest talmudisch – unbekannt. In Westeuropa liegt diese Entwicklung zeitlich später, allerdings führte man hier besondere Räumlichkeiten für Frauen (Weiberschul) ein, die durch immer dichter werdende Gitter von den Männern abgegrenzt wurden und denen auch nicht derselbe Grad der Heiligkeit zuerkannt wurde.
Seit dem 19. Jahrhundert und einzelnen Protesten vonseiten der Frauen nahm die Mechiza, auch in Abhängigkeit von der in Betracht stehenden religiösen Ausrichtung, eine unterschiedliche Entwicklung, wurde modifiziert oder ganz abgeschafft. In orthodoxen Gemeinden ist sie bzw. die Frauengalerie weiterhin üblich und der Normalfall.
Uneinigkeit besteht in der Orthodoxie allerdings darüber, ob es sich um eine halachische Vorschrift oder um einen zu respektierenden Brauch (Minhag) handelt. Häufig, aber nicht immer, sind die Mechizot blickdicht, zumindest in der Richtung von den Männern zu den Frauen.
Im August 2010 wurde auch für die Westmauer aufgrund der Anträge mehrerer Frauen, die die auf der Männerseite durchgeführten feierlichen Zeremonien beobachten wollten, beschlossen, die bestehenden metallenen Mechizot durch halbdurchlässige Spiegel zu ersetzen, so dass die Frauen damit sehen können, was sich auf der Männerseite abspielt.
Im Juli 2022 hat Premierminister Jair Lapid Mechizot an der egalitären Gebetsplattform der Kotel in Jerusalem verboten.